# Xavier Novell Gomà

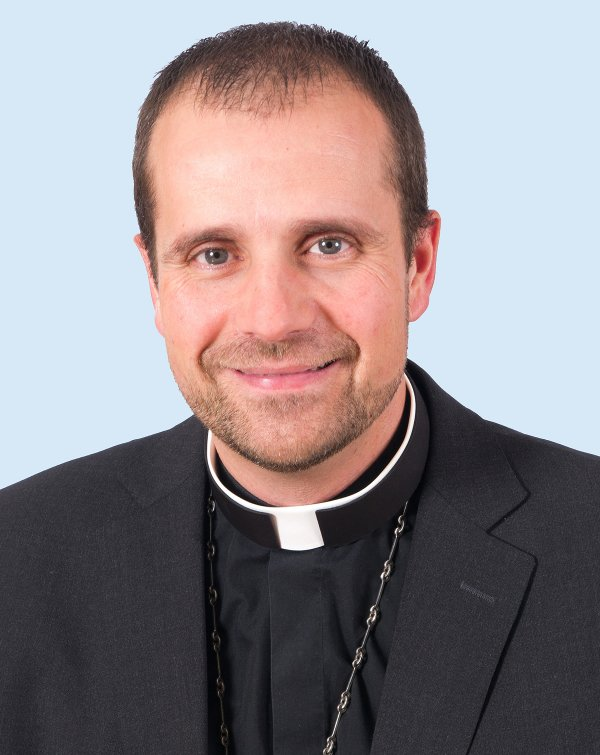
Xavier Novell Gomà (2016)

Bischofswappen von Xavier Novell Gomà

Xavier Novell Gomà, auch Xavier Novell i Gomà, (* 20. April 1969 in Osó de Sió, Provinz Lérida, Katalonien) ist ein spanischer Geistlicher und emeritierter römisch-katholischer Bischof von Solsona. Im August 2021 trat er aufgrund einer Liebesbeziehung von seinem Bischofsamt zurück.

## Leben
Xavier Novell Gomà erlangte 1990 an der Universität Lleida zunächst einen Studienabschluss als Agraringenieur. Später studierte Novell Gomà Philosophie und Katholische Theologie am Priesterseminar in Lleida. 1995 erwarb er an der Theologischen Fakultät von Katalonien ein Lizenziat im Fach Religionswissenschaft und 1997 an der Päpstlichen Universität Gregoriana in Rom ein Lizenziat im Fach Katholische Theologie. Am 6. Juli 1997 empfing er in Tàrrega das Sakrament der Priesterweihe für das Bistum Solsona.
Novell Gomà war nach der Priesterweihe zunächst als Pfarrvikar in der Pfarrei Sant Jaume in Mollerussa tätig, bevor er 2001 persönlicher Sekretär des Bischofs von Solsona, Jaume Traserra Cunillera, sowie 2005 zudem Domherr an der Kathedrale von Solsona, Generalsekretär und Kanzler der Kurie des Bistums Solsona und Generalvikar mit dem Zuständigkeitsbereich für die ökonomischen Angelegenheiten wurde. Außerdem wirkte er als Seelsorger in der Dompfarrei von Solsona. Ferner gehörte er dem Konsultorenkollegium und dem Priesterrat des Bistums an. Darüber hinaus lehrte Novell Gomà von 1998 bis 2005 theologische Anthropologie am religionswissenschaftlichen Institut in Lleida und ab 1999 an der Theologischen Fakultät von Katalonien. Daneben wurde er 2004 an der Päpstlichen Universität Gregoriana bei Luis Ladaria SJ mit der Arbeit El misterio de la creación divina y el misterio de la salvación. Su relación en las teologías francesa e italiana de la segunda mitad del siglo XX („Das Geheimnis der göttlichen Schöpfung und das Geheimnis der Erlösung. Ihr Verhältnis in der französischen und italienischen Theologie der zweiten Hälfte des 20. Jahrhunderts“) zum Doktor der Theologie promoviert. 2007 wurde auf seine Initiative hin die Escuela de Formación para Laicos gegründet. Am 23. Juli 2008 verlieh ihm Papst Benedikt XVI. den Ehrentitel Päpstlicher Ehrenkaplan.
Papst Benedikt XVI. ernannte ihn am 3. November 2010 zum Bischof von Solsona. Die Bischofsweihe spendete ihm der Sekretär der Kongregation für die Glaubenslehre, Kurienerzbischof Luis Ladaria SJ, am 12. Dezember desselben Jahres in der Kathedrale von Solsona; Mitkonsekratoren waren Erzbischof Renzo Fratini, Apostolischer Nuntius in Spanien und Andorra, und Jaume Traserra Cunillera, emeritierter Bischof von Solsona. Damit wurde Novell Gomà mit 41 Jahren zum jüngsten Bischof Spaniens. Sein Wahlspruch Omnia propter evangelium („Alles um des Evangeliums willen“) stammt aus 1 Kor 9,23 . In der Spanischen Bischofskonferenz gehörte er zusätzlich den Kommissionen für das Laienapostolat (2011–2013), für die Migration (2017–2020) sowie für die Sozialpastoral und die ganzheitliche Entwicklung des Menschen (2020–2021) an.
Am 23. August 2021 nahm Papst Franziskus ein von Xavier Novell Gomà vorgebrachtes Rücktrittsgesuch an. Der Grund für sein Rücktrittsgesuch war Novells Beziehung zu Silvia Caballol, mit der er seither in der katalanischen Stadt Manresa zusammenlebt. Caballol ist geschieden und als Autorin satanisch-erotischer Bücher bekannt. Auf sein Ruhegehalt verzichtet Novell Gomà. Caballols Ex-Mann, der Muslim ist, beschwerte sich nach Bekanntwerden der neuen Beziehung seiner geschiedenen Frau, dass Bischof Novell Einfluss auf das kirchliche Ehenichtigkeitsverfahren ausgeübt haben könnte, das in seiner Diözese entschieden wurde, während er bereits mit Caballol liiert war. Die standesamtliche Hochzeit fand am 22. November 2021 in Súria statt. Novell und seine Frau erwarteten Medienberichten zufolge ein Kind. Vermutlich gegen Anfang April 2022 wurden zwei Töchter geboren. Deren Namen sollen „in christlicher Tradition stehen“.
Aufgrund der Eheschließung wurde er von der Kirche suspendiert, die Ausübung aller Rechte und Funktionen, die mit dem Amt des Bischofs verbunden sind, wie die Spendung von Sakramenten und lehramtliche Tätigkeiten, sind ihm untersagt. Als studierter Agrarökonom ist Novell seit November 2021 in einer Firma aus der Provinz Barcelona tätig, die künstliche Befruchtungen an Nutztieren vornimmt.

## Positionen
Novell gilt als Katalanist und offener Unterstützer einer katalanischen Unabhängigkeit. Er ist ein Schüler und Freund Erzbischof Luis Ladarias, der von 2017 bis 2023 Präfekt der Kongregation für die Glaubenslehre war. Novell trat unter anderem als strikter Gegner von Abtreibungen in Erscheinung und setzte sich für die hochumstrittene und in Spanien strafbare Konversionstherapie für Homosexuelle ein. Als Bischof führte er nach Angaben des Spiegel auch Exorzismen durch.

## Schriften
- El misterio de la creación divina y el misterio de la salvación. Su relación en las teologías francesa e italiana de la segunda mitad del siglo XX. Pontificia Università Gregoriana, Rom 2005, OCLC 615214699.
- Carta a los jóvenes. Espasa, Pozuelo de Alarcón 2011, ISBN 978-84-670-3707-4.